# مارتین پودهراسکی
مارتین پودهراسکی (چکی: Martin Podhráský؛ زادهٔ ۱۱ اکتبر ۱۹۸۳) تیرانداز اهل جمهوری چک است.
وی در مسابقات کشوری و بین‌المللی در مجموع برندهٔ ۱ مدال نقره، ۲ مدال برنز شده‌است.